# Jonoichthys challwa
Jonoichthys challwa è un pesce osseo estinto, appartenente agli aspidorinchiformi. Visse nel Giurassico superiore (circa 150 milioni di anni fa) e i suoi resti fossili sono stati ritrovati in Sudamerica.

## Descrizione
Questo pesce possedeva, come tutti i suoi stretti parenti, un cranio terminante in un rostro sottile; la caratteristica principale di Jonoichthys era data dalla forma generale del corpo, insolitamente alto e robusto. Si distingueva dagli altri aspidorinchiformi per una combinazione di caratteristiche, come una volta cranica di grosse dimensioni composta dalla fusione di numerose ossa, un preopercolo a forma di L con un singolo canale sensorio preopercolare privo di tubuli sensori, tre file di denti predentari, una cuspide accessoria nei denti della fila predentaria mediana, e un corpo robusto e profondo.

## Classificazione
Jonoichthys era un membro degli aspidorinchiformi, un gruppo di pesci ossei vicini all'origine dei teleostei, solitamente caratterizzati da un corpo slanciato e da un rostro acuminato. La forma peculiare del corpo di Jonoichthys indica che questo animale era parte di una specifica radiazione di aspidorinchiformi, e potrebbe non essere stato un membro della famiglia Aspidorhynchidae.
Jonoichthys challwa venne descritto per la prima volta nel 2015, sulla base di un singolo esemplare fossile conservatosi tridimensionalmente, rinvenuto in sedimenti di origine marina della formazione Vaca Muerta (Provincia di Neuquen, Argentina).